# Rebel Ralston
Robert "Rebel" Ralston es un personaje ficticio que aparece en los cómics estadounidenses publicados por Marvel Comics. El personaje es conocido por aparecer en Sgt. Fury y sus Comandos Aulladores.

## Historial de publicaciones
Rebel Ralston apareció por primera vez en Sgt. Fury y sus Comandos Aulladores # 1 (mayo de 1963) y fue creado por Stan Lee, Jack Kirby y Dick Ayers.

## Biografía del personaje ficticio
Robert "Rebel" Ralston es originario de Kentucky y miembro fundador de los Comandos Aulladores originales liderados por Nick Fury. Rebel Ralston luchó junto al equipo durante la Segunda Guerra Mundial. Ralston era un jinete consumado y era hábil con un lazo. También fue el "creador" del grito de batalla de los Aulladores "¡Wahoo!". El Sr. y la Sra. Ralston fueron vistos.
Ralston juega un papel destacado cuando varios Comandos Aulladores terminan varados en una isla extraña y parcialmente brillante.
Después de la guerra, fue uno de los miembros fundadores del Batallón-V y el Consejo de Penitencia. Más tarde fue elegido senador de Texas, aparentemente con la ayuda clandestina del Batallón-V. Se unió a sus viejos camaradas en los Comandos Aulladores para luchar contra un robot Baron Strucker. Los Comandos y el Capitán América detuvieron al robot Strucker, pero el superior del Comando Aullador, el Capitán Sam Sawyer, fue asesinado. Sobrevivió a un intento de asesinato mientras copresidía el Comité de Defensa del Senado. Ha trabajado en estrecha colaboración con S.H.I.E.L.D. y la Comisión de Actividades Sobrehumanas.
Cuando Fury aparentemente fue asesinado por Punisher, Ralston y Iron Man aconsejaron al presidente que no asistiera al funeral en caso de que los supervillanos lo atacaran.
En la forma del teniente Dallas, Omnibus colocó a Ralston bajo control mental para entregar información que puede usarse para financiar una organización terrorista llamada "La Alianza". Cuando Hulk fue capturado por el Mayor Glenn Talbot, Ralston observó a Bruce Banner bajo custodia y se negó a que Talbot matara a Banner hasta que el presidente haya tomado una decisión. Robert asistió a una sesión informativa sobre "La Alianza" con Talbot, Dum Dum Dugan, Valentina Allegra de Fontaine y Henry Peter Gyrich. El senador y sus aliados continuaron debatiendo sobre "La Alianza". No pudieron determinar quiénes eran "La Alianza" y cuál era su motivo. Después de que Hulk se había atribuido la responsabilidad de "La Alianza" para servir como un enemigo contra el cual la gente puede defenderse, Thor se enfrentó a Ralston y a los demás afirmando que se enfrentará a Hulk.
Robert fue contactado por J. Jonah Jameson mientras buscaba apoyo contra Bastión y Operación: Tolerancia Cero. Ralston le sugirió a Jameson que probara al senador Robert Kelly, que estaba más frustrado con el tema mutante que él. Jameson frustrantemente luego declara votar por un republicano en las próximas elecciones.
Ralston viajó a Sudán, donde conoció a muchos de sus antiguos compañeros de equipo de Comandos Aulladores (que consisten en Nick Fury, Capitán América, Sharon Carter y John Garrett) en Sandbox de Fury para una última fiesta juntos. Fury habló por un momento con Ralston sobre el apoyo a la operación de Nick que obtendría el Senado de los EE. UU. y el Senador solo le preguntó qué tan pronto Nick necesitará esos votos. Robert enumeró algunas buenas historias del pasado. Ralston levantó su copa en un brindis por los miembros caídos de los Comandantes Aulladores.
Robert habló con las Naciones Unidas sobre los planes del Presidente de fondos internacionales para proporcionar estabilidad económica, política y militar en áreas que sufren amenazas terroristas internacionales. Ralston fue nombrado control sobre el fondo. El senador recogió a Jasper Sitwell y Dum Dum Dugan de la prisión de las Naciones Unidas y los llevó a su limusina esperándolos con Nick y Garrett ya adentro.
Como parte del evento Marvel NOW!, (Secret Avengers vol. 2) asistió a una exposición de armas donde se reunió con la directora de S.H.I.E.L.D. Daisy Louise Johnson y Nick Fury, Jr. al notar la armadura de Iron Patriot en exhibición como uno de los elementos de la convención. Estalló una pelea contra A.I.M. , y mientras trataba de proteger a sus colegas, Yelena Belova aparentemente lo mató durante la pelea. Más tarde, el director había sido destituido del cargo por el Consejo de Seguridad debido a su intento de asesinar al científico supremo de AIM a cambio de la muerte del senador.

## Poderes y habilidades
En su mejor momento, Rebel Ralston es un guardabosques entrenado donde usualmente empuñaba una ametralladora y granadas. Además de ser un jinete experto durante sus días como jinete, era un experto en manejar un lazo.

## Otras versiones
La versión Ultimate Marvel de Robert Ralston es vista como un senador de los Estados Unidos. Estuvo presente durante la audiencia del Presidente de los Estados Unidos con respecto a la implementación de los Protocolos de Invierno, y muere durante el ataque posterior de Maker.

## En otros medios

### Televisión
- Rebel Ralston tiene una aparición no sonora en The Avengers: Earth's Mightiest Heroes. En el episodio "Meet Captain America", es visto como un miembro de los Comandos Aulladores.